# Henri Manguin
Henri Charles Manguin (Parigi, 1874 – Saint-Tropez, 25 settembre 1949) è stato un pittore francese.

## Biografia
Esponente del fauvismo e allievo di Gustave Moreau, tra le sue opere si ricordano Davanti allo specchio (1915), Il porto di Saint-Tropez (1918), ecc.

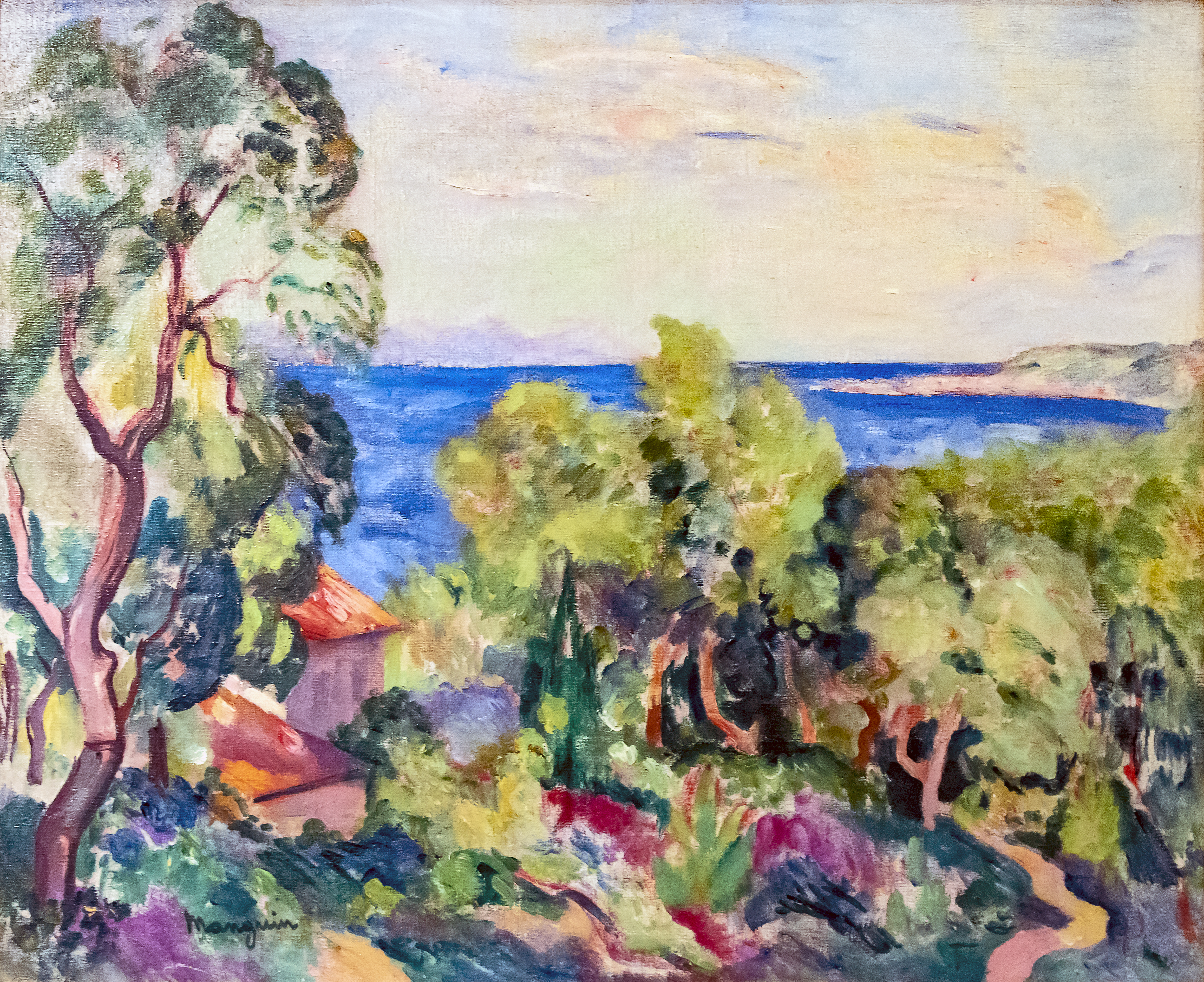
Le Golf Fondation Bemberg, Toulouse, France

## Mostre
Nice-Matin nell'estate del 2024 dedica uno spazio alla mostra di Henri Manguin Au soleil du midi in corso presso la Villa Théo di Lavandou. L'artista è presentato come una delle figure più importanti del fauvismo e protagonista della propria epoca pur non essendo così noto come i suoi amici Matisse e Signac.